# Chiesa di San Giovanni Battista in Collatino
La chiesa di San Giovanni Battista in Collatino è una chiesa parrocchiale di Roma, sita nel quartiere Collatino, in via Sandro Sandri.

## Storia
Essa fu costruita nel 1965 su progetto dell'ingegnere Antonpaolo Savio, ed inaugurata dallo stesso papa Paolo VI il 21 novembre di quell'anno, alla presenza di numerosi partecipanti al Concilio Vaticano II — che in quei giorni si trovava nella fase conclusiva —, del cardinale vicario a Roma Luigi Traglia e di san Josemaría Escrivá de Balaguer, fondatore dell'Opus Dei.
La chiesa è sede parrocchiale, istituita dal cardinale vicario Clemente Micara il 1º marzo 1964 ed affidata ai sacerdoti della prelatura personale dell'Opus Dei.
La chiesa fu visitata da papa Giovanni Paolo II il 15 gennaio 1984.

## Descrizione
Scrive Mauro Quercioli che l'edificio "si avvale di un buon connubio fra intelaiatura in cemento armato e pietra rosa. Facciata semplice ma a modo suo imponente".
L'interno è a navata unica, con soffitto piatto, pavimento in marmo ed un accenno di navatelle laterali. 
Risultano significative due tavole ottocentesche: una è posta sul fonte battesimale, l'altra, raffigurante San Giovanni Battista e la Madonna di Loreto, si trova in una delle cappelle laterali. 
La Cappella del Santissimo Sacramento è molto ricca dal punto di vista decorativo e cromatico, le pitture che vi si trovano ritraggono episodi della Vita della Madonna.
La maggior attrazione artistica della chiesa è costituita dal ciclo di vetrate -piombate- sulla vita di San Giovanni Battista, ideate dall'artista italiana Paola Grossi Gondi. Con una superficie complessiva di circa 300 m², sono le più grandi vetrate figurative della capitale. Un lavoro monumentale durato cinque anni (2002 - 2007) e portato a termine principalmente grazie al contributo dei fedeli, come avveniva per le cattedrali medievali.

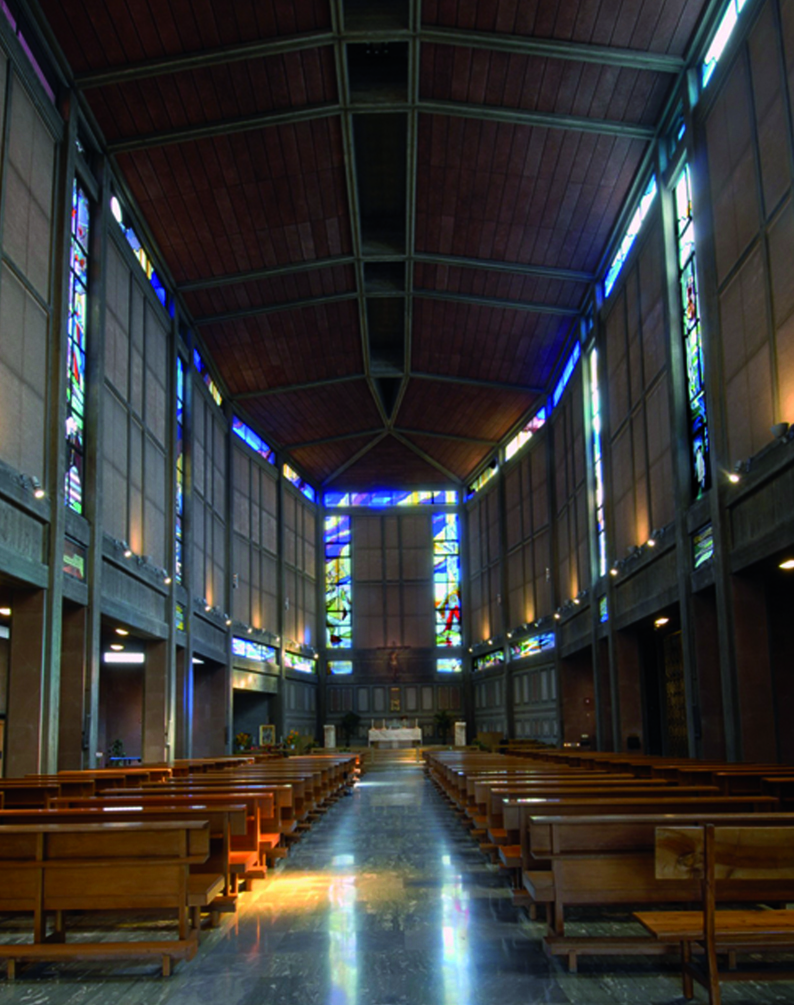
veduta d'insieme delle vetrate artistiche

A giudizio di Maria Vittoria Marini Clarelli, l'allora sovrintendente alla Galleria nazionale d'arte moderna di Roma, "Il dialogo con l'architettura è stato istituito con notevole equilibrio, perché l'artista ha rispettato sia il respiro monumentale dell'ambiente, conferendo alle immagini dimensioni gigantesche che pure nell'insieme appaiono del tutto proporzionate, sia la cadenza che l'architetto aveva stabilito per le finestre, componendo la sequenza delle scene in modo da mantenere il ritmo dei pieni e dei vuoti senza che la lettura delle immagini ne risenta, sia infine i rapporti cromatici, orchestrando la gamma dei colori in armonia con la tonalità grigio-viola del cemento. Il risultato è sorprendente, perché ora lo spazio sembra aver acquistato una nuova organicità: le vetrate lo misurano come una griglia e al tempo stesso lo fanno partecipe della storia narrata sulle pareti, tanto che, anche per chi lo ha visto nello stato precedente, ora è quasi impossibile immaginarlo senza".